# 9733 Валтіхонов
9733 Валтіхонов (9733 Valtikhonov) — астероїд головного поясу, відкритий 19 вересня 1985 року.
Тіссеранів параметр щодо Юпітера — 3,641.